# 藤原保則
藤原 保則（ふじわら の やすのり）は、平安時代前期の公卿。藤原南家豊成流、左兵衛佐・藤原貞雄の子。官位は従四位上・参議。
地方官として善政により治績をあげ良吏として知られ、良二千石と謳われた。

## 経歴
斉衡2年（855年）治部少丞に任官。その後、民部少丞・兵部少丞・兵部大丞・式部少丞を歴任。貞観2年（860年）伊勢斎内親王行禊の後次第司判官となる（この時の官位は正六位上・兵部大丞）。
貞観8年（866年）従五位下・備中権介に叙任され地方官に転じる。飢饉と悪政によって疲弊が甚だしい備中国に赴任した保則は貧者を救い、勧農を大いにする善政を施して立て直した。その後も備中守・備前権守と清和朝中期は地方官を歴任しその治績を大いに称賛され、貞観13年（871年）には治国の功労により従五位上に昇叙された。保則が備前国にあったとき、他国から入った盗賊が保則の善政を聞いて恥じ入り自首した話が伝わる。保則が任を終えて帰京する際、人々が道を遮り泣いて別れを惜しんだという。
清和朝末の貞観18年（876年）保則は平安京に戻り、右衛門権佐兼検非違使佐となり都の治安に手腕を発揮し、民部大輔も兼ねる。陽成朝に入ると貞観19年（877年）には右中弁に任じられる。
元慶2年（878年）出羽国では夷俘による反乱が発生し、官軍が大敗した。5月に保則は地方官としての経験を期待され反乱の鎮圧を命ぜられる。朝廷は保則を正五位下・出羽権守に叙任すると共に、出羽守・藤原興世ら出羽国司に対して軍事に関して保則の指揮に従うよう命じた。
出羽へ着任した保則は、まず出羽権掾・文室有房や左衛門権少尉・清原令望らに命じて上野国の兵士600人を秋田河南岸に配置、俘囚・良民300人を夷俘への備えに活用するといった軍事的措置を講じる一方で、それまでの苛政を改めて不動穀（備蓄米）を俘囚に供してその懐柔を図った。また、保則の手持ちの兵力が寡兵であるため津軽地方の夷俘に備えて、常陸国・武蔵国の兵士2000を動員する許可を朝廷に求めた。8月初旬には、夷俘の捕虜の中から募った兵士の活用や、鎮守府将軍・小野春風や陸奥権介・坂上好蔭の援軍により、早くも朝廷に戦勝の報告を行う。またこの間、征戦において霊験があるとして出羽国諸神（大物忌神・月山神・袁物忌神）に対して増封や叙勲を朝廷に奏上して実現している。朝廷軍の勝利や保則の善政により反乱を起こしていた夷俘は次々に投降し、保則は朝廷の許可を受けてこれを許した。なおも反乱を続ける夷俘に対して追討を命じる朝廷に対して、保則は寛政により夷俘を鎮撫することこそ上策であると意見し、元慶3年（879年）3月に朝廷はこれを容れ、鎮圧軍は解散した（元慶の乱）。
元慶6年（882年）従四位下に昇叙される。仁和3年（887年）伊予守に任じられたが辞退し、大宰大弐に任じられる。同年11月宇多天皇の即位に伴い従四位上に叙される。宇多天皇は保則の力量を高く評価し、寛平3年（891年）左大弁、翌寛平4年（892年）には参議に任じ、公卿に列せしめた。議政官として左大弁・近江権守、民部卿を兼帯した。
寛平7年（895年）4月21日卒去。享年71。最終官位は参議従四位上民部卿。死の間際に比叡山に入り、そこで念仏を唱えながら亡くなったとされる。
三善清行はその功績を称えて『藤原保則伝』を著した。

## 官歴
注記のないものは『六国史』による。
- 斉衡2年（855年） 3月：治部少丞[8]
- 斉衡3年（856年） 日付不詳：民部大丞[8]
- 天安2年（858年） 日付不詳：兵部少丞[8]
- 貞観元年（859年） 3月21日：兵部大丞[8]
- 時期不詳：正六位上
- 貞観2年（860年） 8月15日：後次第司判官（伊勢齋内親王行禊）
- 貞観5年（863年） 2月10日：式部少丞[8]
- 貞観8年（866年） 正月7日：従五位下。正月13日：備中権介
- 貞観13年（871年） 正月7日：従五位上（治国労）[8]。正月29日：備中守[8]
- 貞観16年（874年） 正月15日：備前権守[8]
- 貞観18年（876年） 正月14日：右衛門権佐[8]。2月15日：民部大輔[8]。11月28日：近江国固関使（清和天皇譲位）
- 貞観19年（877年） 正月15日：右中弁[8]
- 元慶2年（878年） 5月4日：正五位下、兼出羽権守
- 元慶3年（879年） 正月11日：兼出羽守[8]
- 元慶5年（881年） 7月16日：兼播磨権守[8]
- 元慶6年（882年） 正月7日：従四位下。2月3日：兼讃岐権守[8]
- 仁和3年（887年） 2月2日：伊予守[8]。8月22日：大宰大弐。11月17日：従四位上[8]
- 寛平3年（891年） 4月11日：左大弁[8]
- 寛平4年（892年）  4月28日：参議[8]
- 寛平5年（893年） 正月11日：兼近江権守[8]。2月22日：兼民部卿、去左大弁[8]
- 寛平7年（895年） 4月21日：卒去（参議従四位上民部卿）

## 系譜
- 父：藤原貞雄[8]
- 母：安倍弟当の娘[8]
- 妻：在原美子[9]（在原業平の娘）
  - 四男：藤原清貫[8]（867-930）
- 生母不詳
  - 男子：藤原万緒[10]

## 関連作品

### 書籍
- 田牧久穂『元慶の乱・私記』無明舎出版、1999年、ISBN 4-89544-202-0